# Sirém
Sirém (em grego: Σειρέμ ou Σιρήν; romaniz.: Seirém ou Sirén) ou Xirim (em persa: شیرین; romaniz.: Šīrīn) foi uma dama do Império Sassânida do fim do século VI e começo do VII. Segundo Sebeos, era nativa do Cuzestão e quiçá era arameia. Teofilacto Simocata a chama de grega, mas é possível que seja um erro. As fontes concordam que era cristã. Se sabe que casou em data incerta com o xá Cosroes II (r. 590–628) e foi consagrada rainha (bambišn) em 592. Ela era a esposa favorita de Cosroes e o filho deles, Merdasas, foi escolhido como herdeiro. Talvez era mãe de outro filho, Saliar, mas Maria Brosius o coloca só como filho adotivo. De todo modo, foi morta em 628 com seus filhos e enteados após o golpe de Estado liderado por Siroes, um dos filhos de Cosroes com uma segunda esposa, Maria.